# الرياض (أبو كبير)
الرياض إحدى قرى مركز أبو كبير التابع لمحافظة الشرقية بجمهورية مصر العربية.

## التاريخ
قرية الرياض من القرى القديمة، حيث وردت باسم «شللو» في أعمال الشرقية ضمن قرى الروك الصلاحي التي أحصاها ابن مماتي في كتاب قوانين الدواوين. كما وردت باسم «شللو» في أعمال الشرقية ضمن قرى الروك الناصري التي أحصاها ابن الجيعان في كتاب «التحفة السنية بأسماء البلاد المصرية». وفي العصر العثماني كان اسمها في التربيع العثماني الذي أجراه الوالي العثماني سليمان باشا الخادم في عصر السلطان العثماني سليمان القانوني أيضًا «شللو» ضمن قرى ولاية الشرقية، وفي تاريخ 1228هـ/1813م الذي عدّ قرى مصر بعد المسح الذي قام به محمد علي باشا باسم «شللو» ضمن قرى مديرية الشرقية، وقد تغيّر اسم القرية بطلب من أهلها إلى الرياض سنة 1348هـ/1929م.

## السكان
بلغ عدد سكان الرياض 2,884 نسمة، حسب الإحصاء الرسمي لعام 2006.